# ハイドロポリス
ハイドロポリス (Hydropolis Underwater Hotel and Resort, Crescent Hydropolis) は、建設が中止されたホテル。立地は、アラブ首長国連邦ドバイのジュメイラビーチの沖合200m 海底20mの地点で、全体の80%が水中という世界初の水中ホテルであり、ホールや客室から海中の眺めを楽しむことができる予定だった。

## 概要
宿泊客が水中に閉じこめられているという不安感をなくすために、昼夜を人工的に作る施設も予定されていた。
ホテルは、地上のステーション、ステーションと海中の客室とを結ぶトンネル、220のスイートルームからなっていた。
面積は260ヘクタール、総工費は700億円で、「10星ホテル」を名乗っていた。デザイナーは、Joachim Hauser、Peter Schuck。
当初、2007年末の開業を計画していたが、資金と環境問題などから、工事が遅れていたが、2010年6月に計画が中止された
。